# União da Serra
União da Serra egy község (município) Brazíliában, Rio Grande do Sul államban. 2022-ben becsült népessége 1170 fő volt.

## Története
Olaszok gyarmatosították a 19. század végén. 1880 körül érkeztek a Galliozzi és Giodani családok a Puladornak (átjáró, átkelő) nevezett helyre; a másik település, Oeste (nyugati) pedig 1908 körül alakult ki. A vidéket Guaporé község kerületévé nyilvánították Borges de Medeiros néven; később kettéváltak Pulador és Oeste kerületekre. Az 1950-es években a régió legnagyobb fügetermesztője volt, azonban az épített utak hiánya és a nehéz megközelítés miatt a beruházások elmaradtak. A kerületek 1992-ban kiváltak Guaporéból, és 1993-ban São Luiz székhellyel, União da Serra néven önálló községgé alakultak. Az „união da serra” név jelentése „hegyvidéki egyesülés”, és arra utal, hogy a Gaúcho-hegység területén, két kerület egyesüléséből jött létre.

## Leírása
Székhelye União da Serra, további kerületei Pulador és Oeste. A Gaúcho-hegység területén van, a községközpont 520 méter magasságban, Porto Alegretől közúton 158 kilométerre fekszik. Agrárközség, ipara jelentéktelen, a lakosság túlnyomó része vidéken lakik. Fő foglalatosság a növénytermesztés (gyümölcs, szója, yerba mate) és az állattenyésztés (baromfi). Számos természeti szépséget (hegyek, vízesések) és katolikus kegyhelyet rejt.